# Prorhynchidae
Prorhynchida
Ordre
Famille
Les Prorhynchidae sont une famille de vers plats de l'ordre des Prorhynchida, dont il constitue l'unique famille. Cet ordre appartient au sous-embranchement des Rhabditophora.

## Systématique
Autrefois classée dans l'ordre obsolète des Lecithoepitheliata, la famille des Prorhynchidae est maintenant dans l'ordre des Prorhynchida.
Les noms valides complets (avec auteurs) de ces taxons sont :
- pour l'ordre des Prorhynchida, Laumer (d) & Giribet (d), 2014 ;
- pour la famille des Prorhynchidae, Hallez, 1894[2].

### Liste des genres
Selon la base de données World Register of Marine Species (15 décembre 2023), les Prorhynchidae ont trois genres valides :
- genre Geocentrophora de Man, 1876
- genre Prorhynchus Schultze, 1851
- genre Xenoprorhynchus Reisinger, 1968

### Synonymes
Le genre Hofstenioplesia Steinböck & Reisinger, 1924, est intégré au genre Prorhynchus.

### Publication originale
- Paul Hallez, « Sur un Rhabdocoelide nouveau de la famille des Proboscides (Schizorhynchus coecus, n. gen., n. sp.) », Revue biologique du nord de la France, Lille, vol. 6,‎ 1894, p. 315-320 (ISSN 1967-4678, lire en ligne, consulté le 15 décembre 2023).

### Pour l'ordre des Prorhynchida
- (en) Catalogue of Life : Prorhynchida Laumer & Giribet, 2014 (consulté le 15 décembre 2023)
- (fr + en) EOL : Prorhynchida (consulté le 15 décembre 2023)
- (fr + en) GBIF : Prorhynchida (consulté le 15 décembre 2023)
- (fr + en) ITIS : Prorhynchida (consulté le 15 décembre 2023)
- (en) Taxonomicon : Prorhynchida Laumer & Giribet, 2014 (consulté le 15 décembre 2023)
- (en) WoRMS : Prorhynchida Laumer & Giribet, 2014 (+ liste espèces) (consulté le 15 décembre 2023)

### Pour la famille des Prorhynchidae
- (en)  Myers, P. et al., Animal Diversity Web : Prorhynchidae, 2023 (consulté le 15 décembre 2023)
- (en) BioLib : Prorhynchidae (consulté le 15 janvier 2018)
- (en) Catalogue of Life : Prorhynchidae Hallez, 1894 (consulté le 15 décembre 2023)
- (fr + en) EOL : Prorhynchidae (consulté le 15 décembre 2023)
- (en) Fauna Europaea : Prorhynchidae (consulté le 16 mars 2023)
- (fr + en) GBIF : Prorhynchidae (consulté le 15 décembre 2023)
- (fr) INPN : Prorhynchidae Hallez, 1894 (TAXREF)  (consulté le 15 décembre 2023)
- (en) IRMNG : Prorhynchidae Hallez, 1894 (consulté le 15 décembre 2023)
- (fr + en) ITIS : Prorhynchidae Hallez, 1894 (consulté le 15 décembre 2023)
- (en) NCBI : Prorhynchidae (taxons inclus) (consulté le 15 décembre 2023)
- (en) Taxonomicon : Prorhynchidae Hallez, 1894 (consulté le 15 décembre 2023)
- (en) WoRMS : Prorhynchidae Hallez, 1894 (+ liste genres + liste espèces) (consulté le 15 décembre 2023)